# ابدکی
روستای آبدکی، روستای کوچکی است در دهستان برون از توابع بخش مرکزی شهرستان فردوس.
این روستا، بر اساس سرشماری سال ۱۳۹۵، ۵۲ نفر جمعیت داشته که نسبت به سرشماری ۱۰ سال قبل (۶۶ نفر در سال ۱۳۸۵)، سالانه حدود ۲٫۳ درصد کاهش داشته‌است.

## موقعیت
روستای ابدکی در فاصله ۴۵ کیلومتری شمال غربی شهر فردوس قرار داشته و مردمش به گویش تونی صحبت می‌کنند.